# Wapen van Amsterdam
Het wapen van Amsterdam is vermoedelijk rond 1280 door de stad Amsterdam ingevoerd. Het huidige wapen, dat met geringe wijzigingen is terug te voeren tot het oorspronkelijke wapen, werd bij Koninklijk Besluit van 29 maart 1947 bevestigd. door de Hoge Raad van Adel. Het bestaat uit een rood schild met daarop een zwarte paal waarop drie onder elkaar geplaatste zilveren verkorte andreaskruisen of sautoirs. Het schild is gedekt door een rood gevoerde gouden keizerskroon en wordt vastgehouden door twee staande leeuwen. Onder het schild is een wit lint met de wapenspreuk "Heldhaftig Vastberaden Barmhartig". Ditzelfde ontwerp vindt men terug op de Amsterdamse vlag, maar dan liggend.

## Herkomst
De herkomst van het wapen was lange tijd onbekend, maar recent onderzoek heeft de mogelijkheid aangetoond dat de drie kruisen ontleend zijn aan een historisch Noord-Hollands rechtsritueel waarbij aan het begin van een rechtsvergadering drie kruisjes met krijt op de rechtstafel werden getekend en deze na afloop van de rechtsvergadering weer werden uitgewist. Zodoende zouden de drie kruisen voor rechtszekerheid staan, en verbeeldt de zwarte balk waarschijnlijk een rechtstafel. Historici gingen er reeds langer vanuit dat het wapen afgeleid zou zijn van het wapen van het Waterlandse geslacht Persijn, dat in de middeleeuwen veel land bezat in en rond Amsterdam. Tussen 1280 en 1282 was ene Jan Persijn heer van Amsterdam. Andere bezittingen van de familie Persijn, Amstelveen (Nieuwer-Amstel) en Ouderkerk aan de Amstel (Ouder-Amstel), voeren vergelijkbare wapens, die eveneens grote overeenkomsten met het familiewapen van Persijn vertonen. Of de drie kruisen werkelijk aan het wapen van het geslacht Persijn zijn ontleend, dan wel deel uitmaakten van een oorspronkelijk ontwerp, blijft echter nog steeds een open vraag.
De bekende Amsterdamse geschiedschrijver uit de Gouden Eeuw, Olfert Dapper, vermeldde in zijn boek van 1663 dat de drie kruisen molenwieken voorstellen. Een mogelijke reden waarom hij de drie kruisen voor molenwieken aanzag, kan zijn dat molenijzers, die erg op kruisen lijken, vaak voorkwamen in familiewapens. Een voorbeeld hiervan is het familiewapen van het Amsterdamse regentengeslacht Van Loon.

## Beschrijvingen
Het wapen heeft in de loop der tijd enkele wijzigingen ondergaan. Tijdens de Franse tijd in Nederland voerde de stad een wapen dat op 3 juni 1811 door Napoleon werd verleend. De decoraties met de muurkroon en krans van eikenblad en olijvenbladeren toonden aan dat de stad tot de eerste klasse van de bonnes villes de l'empire behoorde, de Franse aanduiding voor de goede steden van het Rijk. Amsterdam werd na Parijs en Rome tot de derde stad van het keizerrijk benoemd. Amsterdam kreeg als eerste stad in de Nederlanden een nieuw wapen.
Na het einde van de Franse tijd kreeg de stad een nieuw wapen dat sterk leek op het wapen dat gebruikt werd voor de invoering van het Napoleontische wapen. Het nieuwe wapen heeft een aantal aanpassingen ten opzichte van het oude wapen: de twee (van de toeschouwer) wegkijkende leeuwen als schildhouders, staande op een grasveld, en de kroon op het schild. Het oude wapen voerde geen kroon en het nieuwe wapen voert een gravenkroon. Dit wapen werd in 1813 bij Souverein Besluit van koning Willem I aan de stad verleend. Dit was de eerste Nederlandse blazoenering. Dit wordt niet als zodanig genoemd, omdat voor de telling gebruik wordt gemaakt van het register van de Hoge Raad van Adel. Deze instantie is pas op 24 juni 1814 opgericht en bestond in 1813 nog niet, waardoor deze blazoenering dus ook niet in het register van de Hoge Raad van Adel terug te vinden is.
De eerste beschrijving in het register van de Hoge Raad van Adel luidt:  "Van keel, beladen met een pal van sabel, waarop 3 kruisen van zilver, staande in den zin van de pal. Het schild gedekt met de Roomsch Keizerlijke kroon en vastgehouden door 2 leeuwen in hunne natuurlijke verwen..". Dit wapen werd bevestigd bij besluit van de Hoge Raad van Adel op 26 juni 1816.
De tweede beschrijving luidt: "In keel een pal van sabel, beladen met drie verkorte St. andrieskruisen van zilver, paalsgewijze gerangschikt. Het schild gedekt met de Rudolphinische Keizerlijke kroon en van weerszijden vastgehouden door twee van keel getongde leeuwen in natuurlijke kleur, staande op een piedestal of console." Dit wapen werd bevestigd bij besluit van de minister van Binnenlandse Zaken op 7 juni 1898
De beschrijving van het huidige wapen luidt: "In keel een pal van sabel, beladen met drie verkorte St. Andrieskruisen van zilver, paalsgewijze gerangschikt. Het schild gedekt met de Rudolphinische Keizerlijke kroon en van weêrszijden vastgehouden door twee van keel getongde leeuwen in natuurlijke kleur, staande op een piedestal of console, vergezeld van het devies Heldhaftig Vastberaden Barmhartig." Het wapen werd bij Koninklijk Besluit van 29 maart 1947 bevestigd.

## Achtergrond

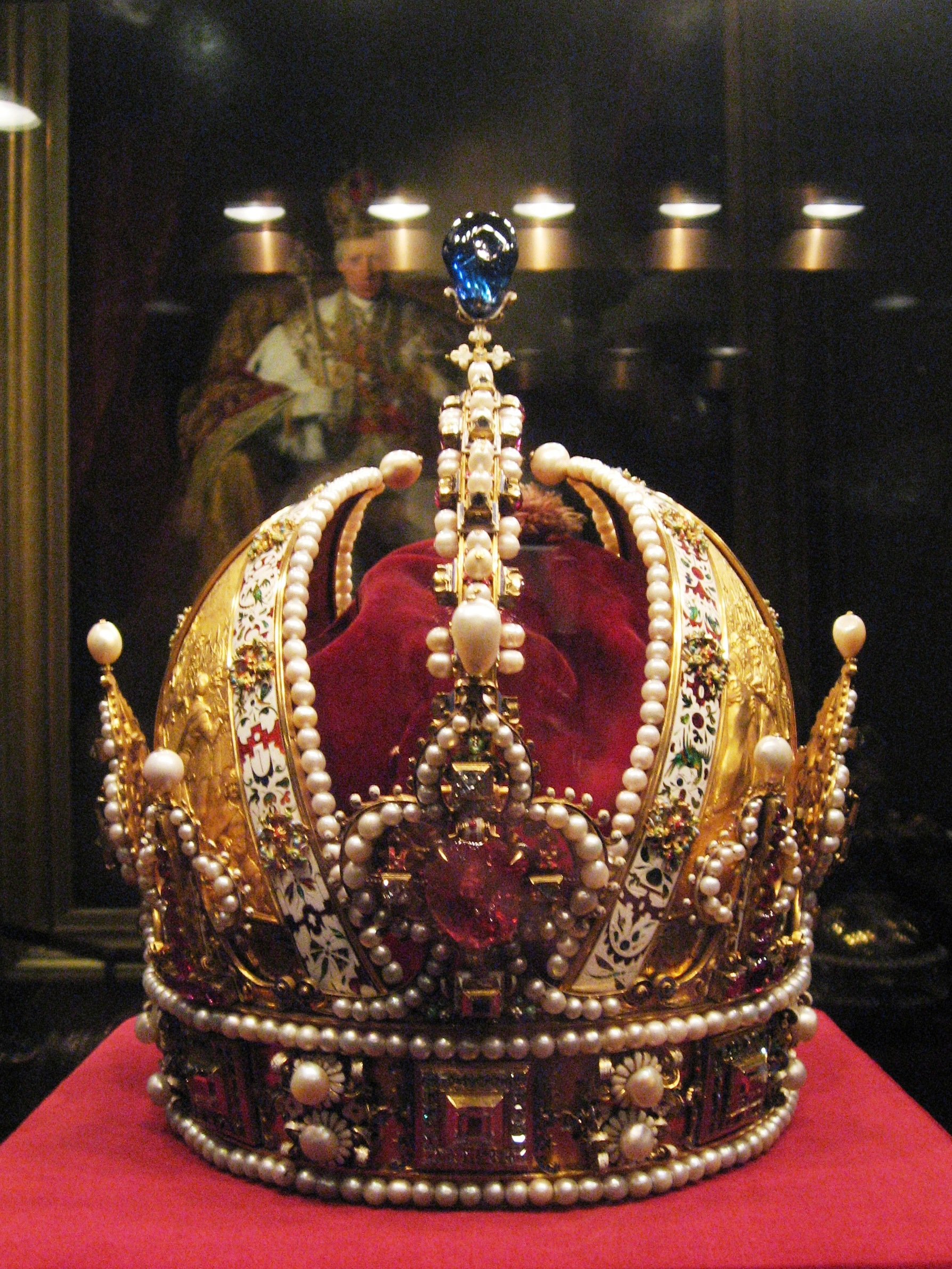
De Rudolfinische keizerskroon staat boven het wapenbord

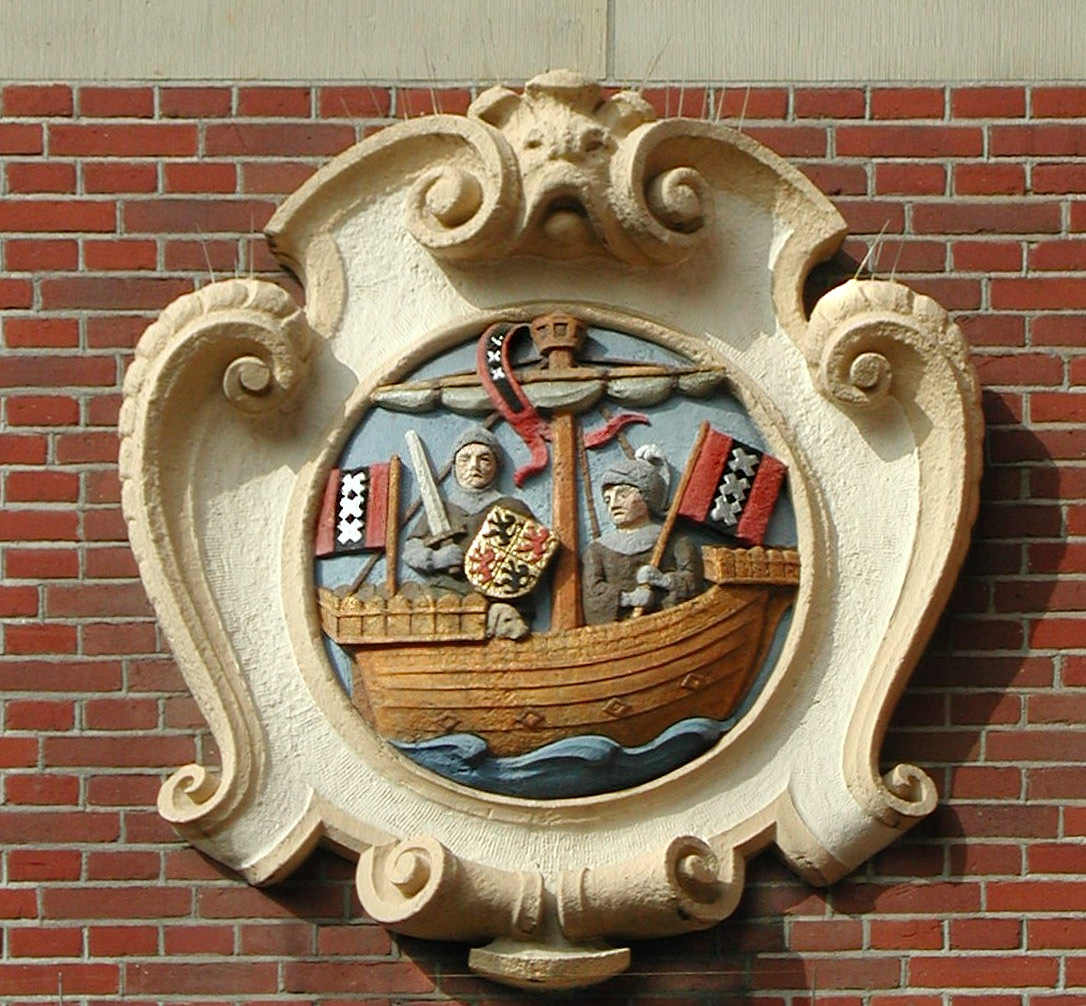
Koggeschip op de Munttoren

Op oudere wapens en zegels komt het koggeschip voor. Op het schip staan Gwijde van Avesnes (dragende het wapen van Holland-Henegouwen) een koopman en een hond. De hond staat symbool voor trouw. In de gouden eeuw werd het schip vervangen door modernere exemplaren die gangbaar waren in die tijd. Van Avesnes was bisschop van Utrecht in de periode 1301-1317 en beheerder van de bezittingen van de heren van Amstel. In die periode ontving Amsterdam haar stadsrechten. Het is waarschijnlijk dat tegelijkertijd een wapen en/of zegel is aangenomen.
Volgens een theorie symboliseren de kruisen de drie plagen die Amsterdam getroffen hebben, namelijk het water, het vuur en de pest. Deze symboliek wordt echter ook wel aan de kleuren toegeschreven: rood is het vuur, wit het water en zwart de pest. Een tweede theorie is dat de drie kruisen staan voor drie doorwaadbare plaatsen in de Amstel. Een derde theorie oppert de mogelijkheid dat de kruisen merktekens waren. Ouderkerk aan de Amstel (Ouder-Amstel) (vijf kruisen), Amstelveen (Nieuwer-Amstel) (vier kruisen) zijn oudere nederzettingen dan Amsterdam met drie kruisen. Voor geen van deze ideeën bestaat enige historische basis.
Een oude bron die nog een heel andere mogelijke verklaring geeft, is, zoals boven al vermeld, de beschrijving van Olfert Dapper, die in zijn Historische Beschrijving der Stadt Amsterdam (1663) vermeldt dat de 3 kruisen molenwieken zouden voorstellen. De drie kruisen vindt men terug op allerlei gebouwen, in vele logo's en ook op de Amsterdammertjes.
Het wapen, waarschijnlijk rond 1280 ingevoerd, komt vanaf 1419 in documenten voor. Het oudste overblijfsel ervan is aangetroffen op een stempeltang van het lakengilde uit 1350 die onder het Damrak werd gevonden bij de aanleg van de Noord/Zuidlijn.
De stad kreeg in 1484 van Maximiliaan van Oostenrijk, toen nog Rooms Koning, het recht om boven haar wapenschild zijn  kroon te voeren (de Nederlanden maakten toen deel uit van zijn Rijk). Het betrof dus niet zijn keizerskroon, want hij was nog geen keizer en al helemaal niet de veel latere Rudolfijnse keizerskroon. Dit geschiedde als dank voor de steun in de vorm van een geldlening, die de stad hem verleende tijdens de Jonker Fransenoorlog (een laatste oprisping van de Hoekse en Kabeljauwse twisten). De kroon naar het model van de Rudolfinische keizerskroon is onder meer aan te treffen op de Westertoren en de Blauwbrug en op de vele straatlantarens, de Amsterdamse Kroonlantaarn, tussen 1883 en 1917 en opnieuw sinds 1998, als eerste op de Westermarkt. Sinds 2005 zijn er vele replica-Kroonlantaarns herplaatst langs diverse grachten en op pleinen, waaronder de Keizersgracht.
Na de Tweede Wereldoorlog werd het devies Heldhaftig, Vastberaden, Barmhartig aan het wapen toegevoegd. Er zijn twee lezingen in omloop over wanneer en waarom dit devies toegekend werd. Het zou op 25 februari 1946 tijdens de eerste herdenking van de Februaristaking verleend zijn. Volgens een tweede visie zou de toenmalige koningin Wilhelmina op 29 maart 1947 het recht verleend hebben als hulde aan de houding van de Amsterdammers tijdens de Duitse bezetting van 1940-1945.

## Godheden

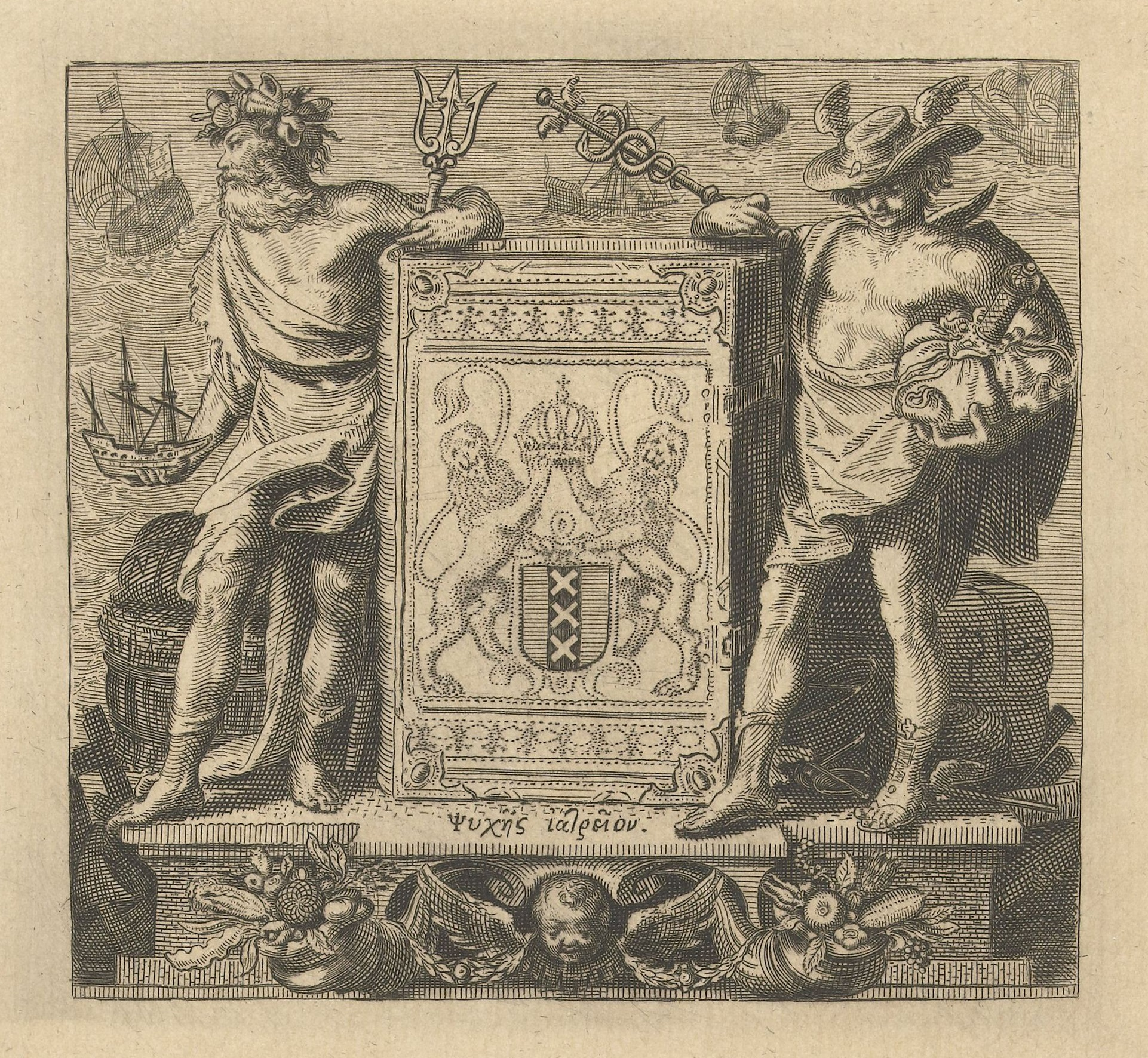
Neptunus en Mercurius staan naast het wapen van Amsterdam, c. 1860

Het wapen van Amsterdam wordt af en toe afgebeeld met de goden Neptunus en Mercurius uit de Romeinse mythologie. Neptunus symboliseert de nauwe band van Amsterdam met water en de zee. Mercurius symboliseert het belang van handel en handelaren voor de stad.

## Trivia
- Van de NS-locomotieven van de 1600/1800-serie had locomotief 1601 (gesloopt in 2019) het wapen van Amsterdam op de zijkanten staan.
- Volgens de regels van de heraldiek is een zwarte balk op een rood schild niet toegestaan. Het gebruik van deze kleuren, maakt dit wapen tot een raadselwapen.

## Vergelijkbare wapens

Persijn
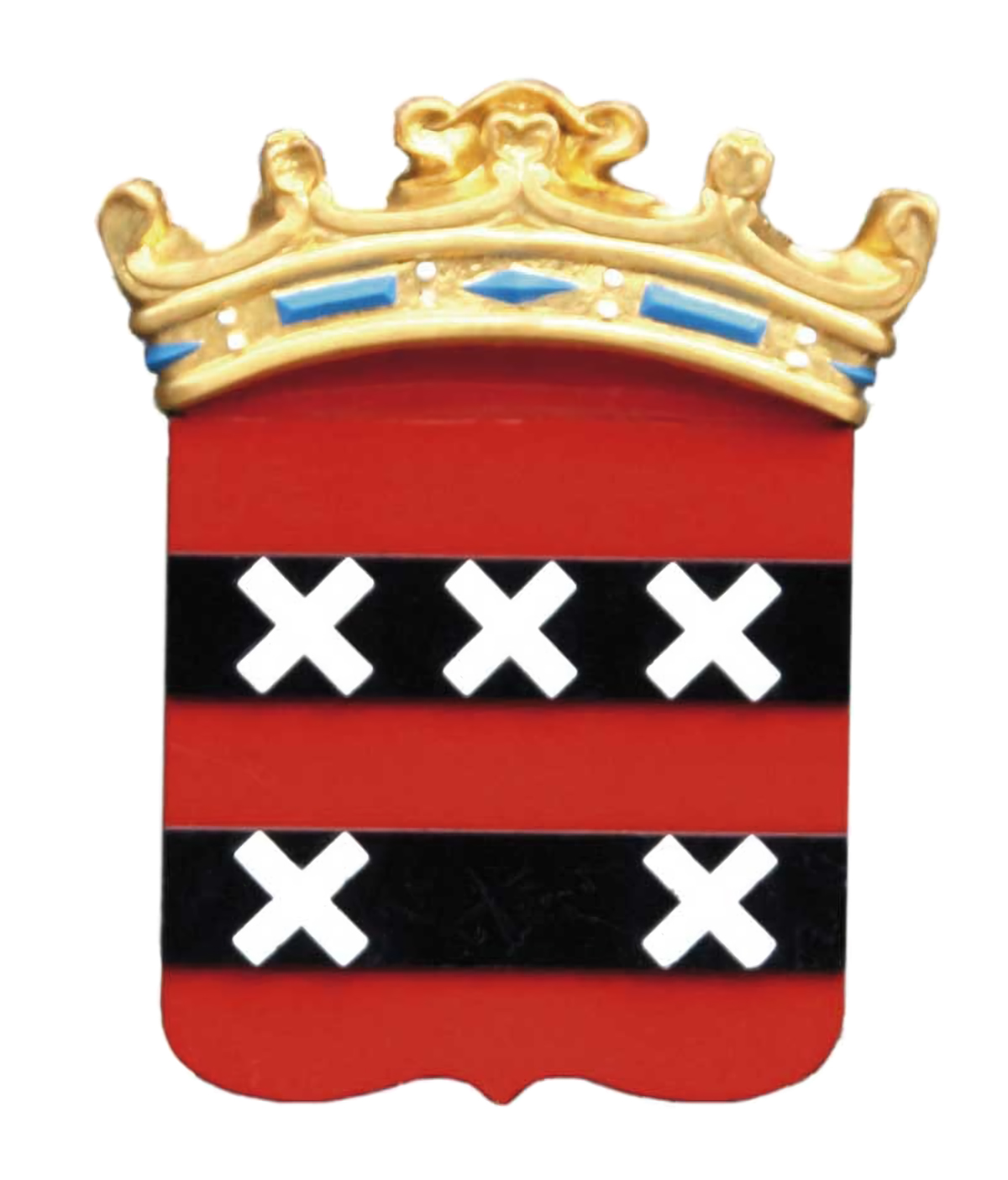
Ouderkerk aan de Amstel (Ouder-Amstel)
Amstelveen (Nieuwer-Amstel)
Wapen van Curaçao

Aalsmeer · Alkmaar · Amstelveen · Amsterdam · Bergen · Beverwijk · Blaricum · Bloemendaal · Castricum · Den Helder · Diemen · Dijk en Waard · Drechterland · Edam-Volendam · Enkhuizen · Gooise Meren · Haarlem · Haarlemmermeer · Heemskerk · Heemstede  · Heiloo · Hilversum · Hollands Kroon · Hoorn · Huizen · Koggenland · Landsmeer · Laren · Medemblik · Oostzaan · Opmeer · Ouder-Amstel · Purmerend · Schagen · Stede Broec · Texel · Uitgeest · Uithoorn · Velsen · Waterland · Wijdemeren · Wormerland · Zaanstad · Zandvoort